# Патриша Гафни
Патриша Гафни (на английски: Patricia Gaffney) е американска писателка на произведения в жанра любовен роман.

## Биография и творчество
Патриша Гафни е родена на 27 декември 1944 г. в Тампа, Флорида, САЩ, в семейството на Джим Гафни, правителствен адвокат, и Джоем, домакиня. Израства в Бетезда. Получава бакалавърска степен по английски език и философия от „Меримоунт Колидж“, учи в колежа „Роял Холоуей“ в Лондон, Университета „Джордж Вашингтон“, и получава магистърска степен по английска филология от Университета на Северна Каролина в Чапъл Хил. След дипломирането си работиедна година като учителка по английски език в гимназия в Шарлът, Северна Каролина, а после като фотограф на свободна практика и съдебен репортер в продължение на петнайсет години в Северна Каролина, Питсбърг и Вашингтон.
През 1984 г. е диагностицирана с рак на гърдата. Това я подтиква да се върне към мечтата си да пише. Преселват се със съпруга си в Пенсилвания и тя се посвещана на писателската си кариера.
Първият ѝ роман „Sweet Treason“ е публикуван през 1989 г. За него е удостоена с наградата „Златно сърце“ на Асоциацията на писателите на любовни романи на Америка за най-добър първи роман.
Романите ѝ са номинирани за различни награди.
Патриша Гафни живее със семейството си в Блю Ридж Съмит, Южна Пенсилвания.

## Произведения
Самостоятелни романи
- Sweet Treason (1989) – награда „Златно сърце“
- Fortune's Lady (1989)
Изабел, изд. „Торнадо“ (1998), прев. Христина Симеонова
- Lily (1991)
Изпитание на чувствата, изд.: „Калпазанов“, Габрово (1998), прев. Анна Минева
- Another Eden (1992)
- Thief of Hearts (1992)
Крадец на сърца, изд. „Торнадо“ (1994), прев. Рени Димитрова
- Sweet Everlasting (1993)
- Crooked Hearts (1994)
- Wild at Heart (1996)
- Outlaw in Paradise (1997)
- The Saving Graces (1999)
- Circle of Three (2000)
- Flight Lessons (2002)
- The Goodbye Summer (2004)
- Mad Dash (2007)

### Серия „Уайкърли“ (Wyckerley)
1. To Love and to Cherish (1995)
2. To Have and to Hold (1995)
3. Forever and Ever (1996)

### Сборници
- „The Dog Days of Laurie Summer“ в The Lost (2009) – с Мери Блейни, Рут Ланган и Дж. Д. Роб
- „The Dancing Ghost“ в The Other Side (2010) – с Мери Блейни, Рут Райън Ланган, Мери Кей Маккомас и Дж. Д. Роб
- „Dear One“ в The Unquiet (2011) – с Мери Блейни, Рут Райън Ланган, Мери Кей Маккомас и Дж. Д. Роб